# Holoclemensia texana
Holoclemensia texana è un mammifero estinto, dall'incerta collocazione sistematica. Visse nel Cretaceo inferiore (Albiano, circa 110 milioni di anni fa) e i suoi resti fossili sono stati ritrovati in Texas.

## Descrizione
Tutto ciò che si conosce di questo animale sono alcuni denti isolati, ed è quindi impossibile effettuare una ricostruzione dell'aspetto. I molari superiori erano dotati di un paracono più grande del metacono, e di una piattaforma stilare con alcune cuspidi stilari. I molari inferiori possedevano un protoconide alto, un paraconide piuttosto ridotto e ipoconulide ed entoconide ravvicinati (Slaughter, 1971).

## Classificazione
Descritto per la prima volta nel 1968 da Slaughter, Holoclemensia texana è noto solo per alcuni denti ritrovati nella formazione Trinity del Texas. Slaughter inizialmente descrisse i resti sotto il nome di Clemensia, ma questo nome risultò già stato utilizzato per un altro animale e fu necessario ridenominare i fossili come Holoclemensia. Questo animale è stato inizialmente considerato un marsupiale arcaico, poi è stato avvicinato al gruppo dei cosiddetti "triboteri" (Butler, 1978), poi ancora considerato un passaggio strutturale dei mammiferi verso i marsupiali (Cifelli, 1993) e infine un membro basale dei metateri (Luo et al., 2003). Nonostante la classificazione incerta, sembra che Holoclemensia sia vicino alla diramazione tra metateri ed euteri.